# The Evening and the Morning Star

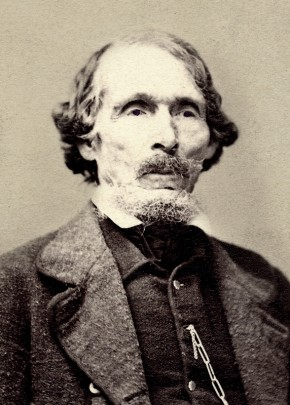
W.W. Phelps, pierwszy redaktor „The Evening and the Morning Star”

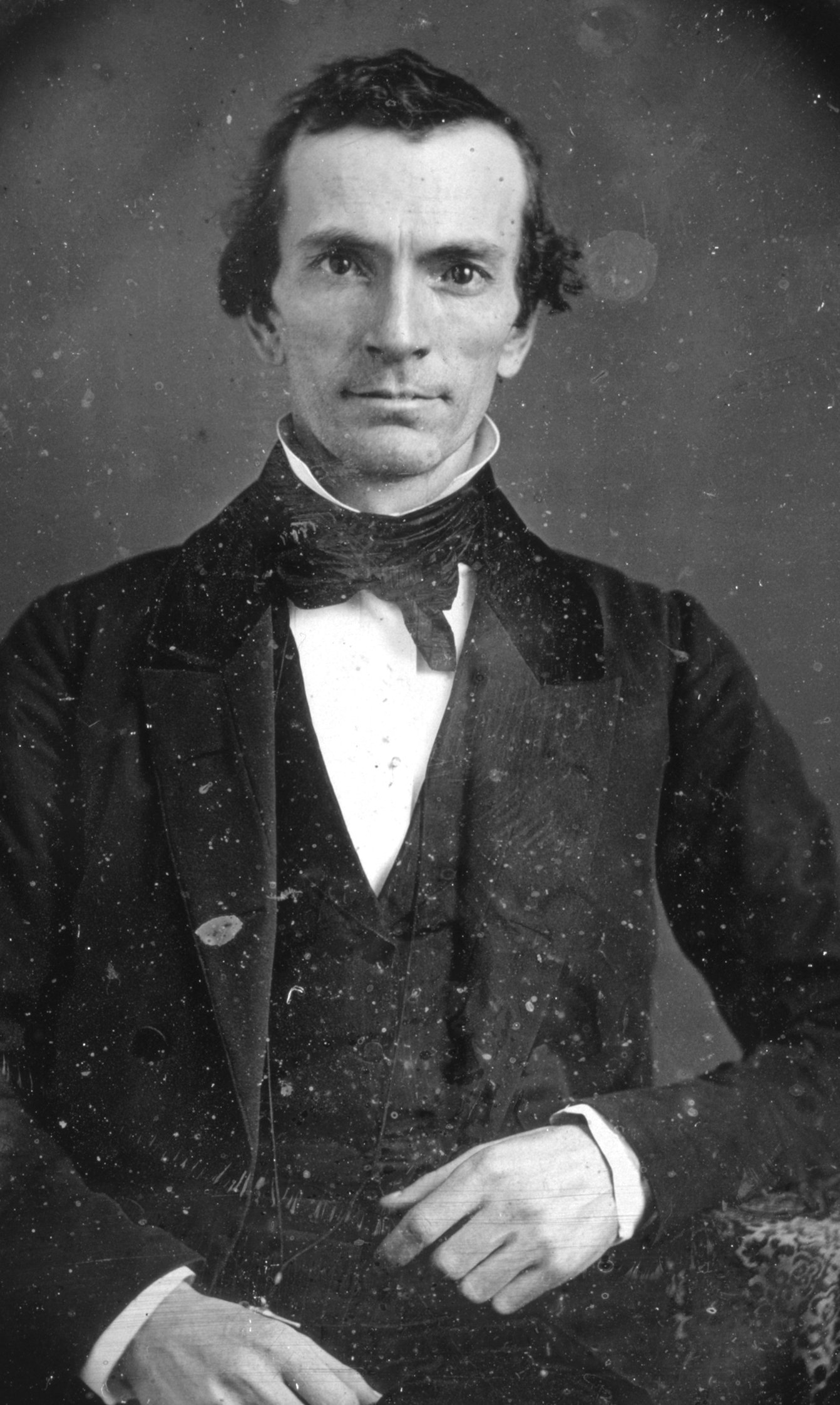
Oliver Cowdery, drugi redaktor „The Evening and the Morning Star”

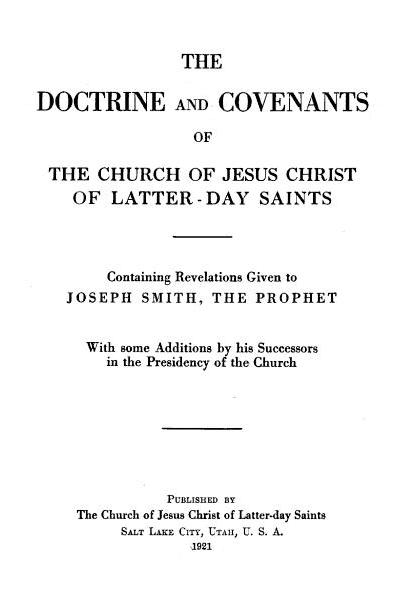
Strona tytułowa Nauk i Przymierzy, w uznawanej przez Kościół Jezusa Chrystusa Świętych w Dniach Ostatnich wersji, w wydaniu z 1921. Kilkadziesiąt objawień ujętych w tej świętej księdze ukazało się drukiem po raz pierwszy właśnie na łamach „The Evening and the Morning Star”.

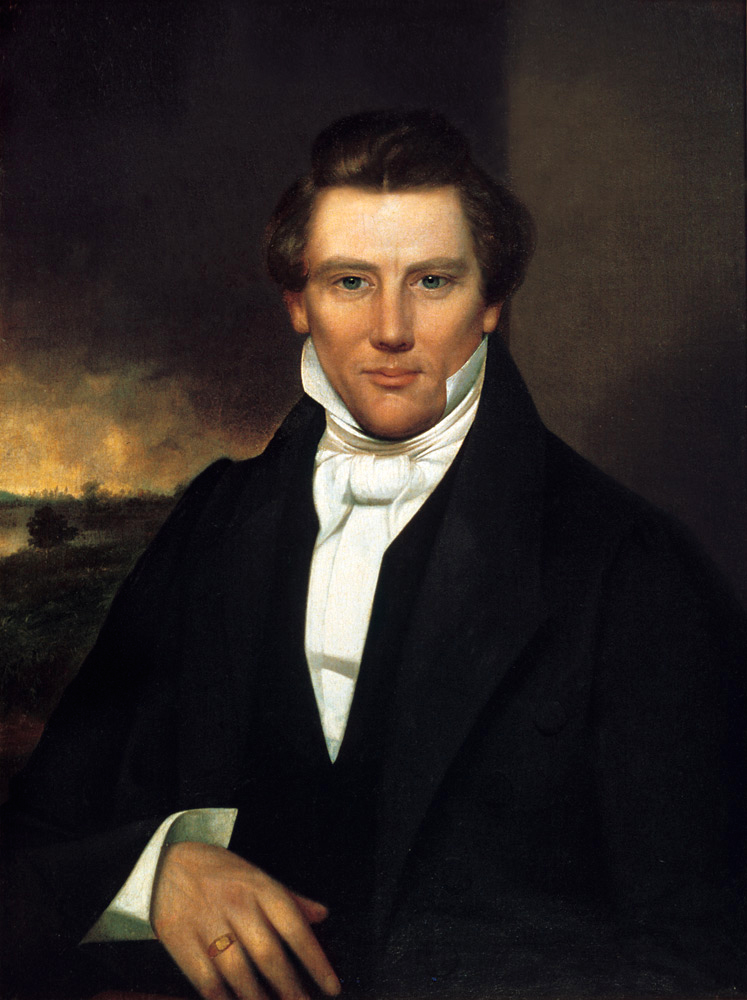
Joseph Smith junior, twórca ruchu świętych w dniach ostatnich. Na łamach „The Evening and the Morning Star” ukazywały się otrzymywane przez niego objawienia.

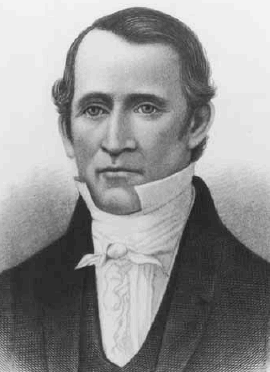
Edward Partridge, pierwszy przewodniczący biskup Kościoła Jezusa Chrystusa Świętych w Dniach Ostatnich i jednocześnie jedna z ofiar wydarzeń powiązanych ze zniszczeniem redakcji „The Evening and the Morning Star”

The Evening and the Morning Star – amerykański miesięcznik, pierwsza gazeta wydawana przez Kościół Jezusa Chrystusa Świętych w Dniach Ostatnich.
Ukazywał się od czerwca 1832 do września 1834, doczekał się łącznie 24 numerów. Początkowo redagowany w Independence w stanie Missouri przez W.W. Phelpsa, później przez Olivera Cowdery'ego w Kirtland w stanie Ohio. Skupiał się na tematach związanych z mormonizmem, często posługując się apokaliptyczną retoryką. Chętnie czytany przez wiernych Kościoła Jezusa Chrystusa Świętych w Dniach Ostatnich, w praktyce funkcjonował jako oficjalny organ tej wspólnoty religijnej. Odegrał istotną rolę w formowaniu się mormońskiego kanonu pism świętych. Zapisał się w szerszej mormońskiej kulturze, jego zachowane egzemplarze przechowuje się między innymi w Muzeum Historii Kościoła w Salt Lake City.

## Tło historyczne
Powstanie i funkcjonowanie „The Evening and the Morning Star” należy rozpatrywać w kontekście sytuacji na amerykańskim rynku prasowym w latach 30. XIX wieku. Jak zauważył w swoich badaniach Frank L. Mott, gazety o tematyce religijnej cieszyły się wówczas znaczącą popularnością. W Stanach Zjednoczonych ukazywało się w tamtym czasie około stu pism powiązanych z rozmaitymi Kościołami. Richard Bushman wskazał z kolei, że między 1790 a 1830 pojawiło się w USA blisko 600 czasopism religijnych. Miały one wszelako niewielki nakład oraz równie niewielką liczbę stałych czytelników.
Największa ówcześnie amerykańska gazeta o świeckiej tematyce, „New York Courier and Enquirer”, wychodziła w nakładzie 4500 egzemplarzy. Zaledwie kilka innych miało nakład przewyższający 2000 egzemplarzy. Średni nakład świeckiego amerykańskiego pisma wynosił wówczas około 1000 kopii. Na tym tle średni nakład „The Evening and the Morning Star” zdecydowanie się wyróżnia i jest zaskakująco wysoki.
Nakład pisma nigdy nie został upubliczniony. Można wszelako założyć z dużą dozą pewności, że jeszcze w okresie, w którym ukazywało się ono w Missouri, osiągnął on 1000 egzemplarzy. Wskazano, iż wielu z ówczesnych członków Kościoła było jednocześnie stałymi subskrybentami „The Evening and the Morning Star”.

## Tło doktrynalne
Podobnie jak w przypadku innych elementów wczesnej historii Kościoła Jezusa Chrystusa Świętych w Dniach Ostatnich, pierwszej mormońskiej gazety nie można w pełni zrozumieć bez zestawienia jej z i wpisania jej w rozmaite elementy mormońskiej doktryny. Dotyczy to tak miejsc mających w tej doktrynie szczególne znaczenie, wypływających z tej doktryny założeń organizacyjnych, jak i stanowiących jej kluczowe elementy pojęć. Należy przy tym pamiętać, że słownictwo używane przez świętych w dniach ostatnich, mimo swoich oczywistych korzeni żydowskich i chrześcijańskich jest odrębne i hermetyczne, a także wyraźnie odróżnia się od języka używanego przez kościoły chrześcijańskie głównego nurtu.
Funkcjonowania „The Evening and the Morning Star” nie można w pełni zrozumieć również bez zaznajomienia się z koncepcją objawienia w mormonizmie. W ramach tej tradycji religijnej jest to pojęcie bardzo pojemne i wielopoziomowe. Jak wyjaśnił członek Kworum Dwunastu Apostołów i specjalista w zakresie mormońskiej doktryny starszy Bruce R. McConkie, każdy prawy, pobożny i posłuszny człowiek ma prawo do osobistych objawień od Boga. Joseph Fielding McConkie dodał, że otrzymywanie osobistych objawień stanowi duchowe prawo każdego świętego w dniach ostatnich. Argumentował dodatkowo, że zabieganie o takowe objawienia jest obowiązkiem wiernego.
Osobiste objawienia należy wyraźnie odróżnić od objawień dla Kościoła, ściśle powiązanych z miejscem proroka w doktrynie. Celem powołanego przez Boga proroka jest wspomaganie wiernych w otrzymywaniu osobistych objawień. Często musi on jednak występować w charakterze pośrednika między wierzącym a Bogiem. Uprawniony jest tym samym do otrzymywania objawień dla pożytku tych, którym przewodniczy. Poprzez objawienia otrzymane dla Kościoła miała być, zgodnie z doktryną, przetłumaczona Księga Mormona. Poprzez objawienia dla Kościoła miały zostać przekazane objawienia w Naukach i Przymierzach, w tym publikowane w „The Evening and the Morning Star”. Dzięki pośredniczącej roli proroka praktykujący i pobożny święty w dniach ostatnich zbliża się do Chrystusa i doświadcza Boga. Dzięki tej roli poznaje Bożą wolę i rozpoznaje swoje w tej woli miejsce. Dzięki prorokowi może mieć pewność, że przynależy do jedynego i niebiańskiego Kościoła Bożego.
Nie należy też zapominać o jeszcze jednym aspekcie tego w jaki sposób w mormońskiej teologii rozpatruje się tak proroctwo jak i wynikające z niego Boże natchnienie. Nie są jedynie bowiem sposobami ekspresji mormońskich odczuć religijnych. Stanowią także elementy spajające złożoną strukturę organizacyjną Kościoła. Artykuł piąty wchodzący w skład Artykułów wiary stwierdza jednoznacznie wierzymy, że człowiek musi być powołany przez Boga, przez proroctwo. Między innymi z tego też względu sposób, w jaki Kościół jest zorganizowany uznaje się za Boski i mający niebiańskie korzenie. Zasoby materialne pozostające w dyspozycji Kościoła natomiast nierzadko określa się mianem świętych, nie tylko ogólnie w mormońskiej kulturze, ale również w obowiązującym ogólnym podręczniku regulującym funkcjonowanie wspólnoty.
Specyficznej sakralizacji struktur i zasobów Kościoła nie można z kolei rozpatrywać bez zapoznania się z jeszcze jednym aspektem mormońskiego systemu wierzeń, mianowicie z przenikającym ów system filozoficznym materializmem. Joseph Smith nauczał, że nawet duch jest ostatecznie jedynie formą materii. Inny wczesny mormoński przywódca i jednocześnie prominentny specjalista w zakresie doktryny, starszy Orson Pratt stwierdził, że jakakolwiek teologia, która nie odwołuje się do materializmu jest absurdem. Werset trzydziesty czwarty dwudziestego dziewiątego rozdziału Nauk i Przymierzy zakorzenia zresztą materializm bezpośrednio w mormońskich pismach świętych. Stwierdza się w nim „Przeto, zaprawdę, powiadam wam, że wszystkie rzeczy są dla mnie duchowe i w żadnym momencie nie dałem wam prawa, które było doczesne (...)”.
Wszystkie omówione wyżej elementy są częścią mormońskiej doktryny, także tej jej części, która ukształtowała się w pełni dopiero w okresie od „The Evening and the Morning Star” późniejszym. Wskazanie i omówienie pewnych stale obecnych w mormońskiej myśli trendów pozwala niemniej zrozumieć szczególną gorliwość redaktorów „The Evening and the Morning Star” oraz ich konfrontacyjne stosunki z niebędącym częścią Kościoła otoczeniem.

## Historia

### W Independence (1832-1833)
Założony został zaledwie siedemnaście miesięcy po formalnym zorganizowaniu swej macierzystej wspólnoty religijnej jako najdalej wysunięte na zachód pismo ukazujące się w ówczesnych granicach Stanów Zjednoczonych oraz pierwsza gazeta publikowana na zachód od rzeki Missisipi. Przez swych czytelników określany był zazwyczaj przy użyciu skróconej wersji swego tytułu, „The Star”.
Redaktor początkowo opracowujący „The Evening and the Morning Star”, starszy W.W. Phelps, był członkiem Kościoła od niedawna, został ochrzczony w 1831. Ceniony dziennikarz, miał też powody, by swoje zadanie rozpatrywać w kategoriach obowiązku religijnego. Objawienie, które stało się później częścią rozdziału pięćdziesiątego piątego Nauk i Przymierzy, czyniło go współodpowiedzialnym za druk, wybór i tworzenie książek na użytek kościelnych szkół niedzielnych. Inne objawienie, tym bardziej zawarte w pięćdziesiątym siódmym rozdziale Nauk i Przymierzy, powoływało go wprost na kościelnego drukarza i nakazywało mu osiąść w Syjonie, przez co we wczesnym mormonizmie rozumiano hrabstwo Jackson. Phelps poczytywał powierzone sobie obowiązki za ogromny zaszczyt, w tym za część służby Bogu oraz jego żyjącemu prorokowi. Wyjaśnia to w dużej mierze specyficzny ton pisma oraz pozwala lepiej zrozumieć, dlaczego szybko zaczęło być ono uznawane za kontrowersyjne.
Pierwotnie miesięcznik wydawany był w Independence w stanie Missouri. Między czerwcem 1832 a lipcem 1833 ukazało się jego czternaście numerów. Każdy z nich zawierał osiem stron drukowanego w dwóch kolumnach tekstu. Roczna subskrypcja kosztowała czytelnika jednego ówczesnego dolara amerykańskiego. Każdy, kto nakłonił dziesięciu czytelników do zakupu subskrypcji, otrzymywał darmową roczną prenumeratę.
Siedziba redakcji mieściła się w dwupiętrowym, ceglanym budynku przy ulicy Liberty, na południe od Lexington. Pod tym samym adresem funkcjonował jednocześnie „The Upper Missouri Advertiser”, tygodnik wydawany przez należącą do Phelpsa spółkę. Oba tytuły obsługiwane były łącznie przez siedmiu stałych pracowników. Phelps, jako osoba odpowiedzialna za pismo, mieszkał w pomieszczeniach znajdujących się nad redakcją i drukarnią. Dzielił je ze swą żoną i dziećmi.

### Atak na redakcję i jej zniszczenie (1833)
Nasilające się nastroje antymormońskie w Missouri doprowadziły w końcu do ataku na redakcję pisma i kradzieży wykorzystywanej do jego publikacji prasy drukarskiej (20 lipca 1833). Ocenia się, że za atakiem stała grupa od trzystu do pięciuset mężczyzn. W jej szeregach znaleźli się przedstawiciele władz i służb porządkowych hrabstwa, w tym miejscowy sędzia, lokalni sędziowie pokoju czy policjanci.
Poza zniszczeniem samej redakcji doszło wówczas także do ataku na starszych Kościoła przebywających w Independence. Postawiono im ultimatum, zgodnie z którym mieli wyrzec się swojego świadectwa odnośnie do prawdziwości Księgi Mormona albo opuścić hrabstwo. Odmowa spowodowała wymazanie smołą i wytarzanie w pierzu przewodniczącego biskupa Edwarda Partridge'a oraz Charlesa Allena, również będącego członkiem Kościoła. Wymazywanie smołą swych wrogów oraz oblepianie ich smołą było praktyką częstą na ówczesnym amerykańskim pograniczu. Było również wykorzystane już wcześniej przeciwko świętym w dniach ostatnich. 24 marca 1832 agresywny tłum wtargnął do mieszkania zajmowanego przez Josepha Smitha w Kirtland, wymazał go smołą i wytarzał w pierzu. Towarzyszył mu wówczas Partridge, ofiara ataku z Independence.
Opisane wyżej wydarzenia nie były niemniej końcem skierowanej przeciwko świętym w dniach ostatnich przemocy w mieście. Sprowokowały trwający kilka dzień pogrom, podczas którego zniszczeniu uległy także siedziby firm należących do zamieszkałych w okolicy mormonów. Zniszczono także niektóre należące do świętych domy. Sprawcy pozostali bezkarni.
„The Evening and the Morning Star” nie było ani pierwszym, ani też ostatnim pismem zniszczonym przez agresywny tłum w Missouri. Między 1833 a 1865 w podobny sposób zlikwidowano w ten sposób w stanie 11 różnych gazet. We wszystkich przypadkach poza zniszczeniem „The Evening and the Morning Star” motywem ataku były jednoznacznie napięcia rasowe, które ostatecznie zakończyły się wybuchem wojny secesyjnej.

### W Kirtland (1833-1834)
Po migracji świętych w dniach ostatnich do Ohio i przeniesieniu siedziby Kościoła do Kirtland wydawanie miesięcznika wznowiono w tym właśnie mieście. Między grudniem 1833 a wrześniem 1834 ukazało się dziesięć dodatkowych jego numerów. Redakcję przejął wówczas Oliver Cowdery.
Wszystkie dwadzieścia cztery numery tego pisma zostały przedrukowane z inicjatywy Cowdery’ego między styczniem 1835 a październikiem 1836. Dokonał on wówczas gruntownego przeglądu treści miesięcznika, dokonał poprawek gramatycznych, zmienił jednocześnie format pisma na szesnastostronicowy. Skorygował też nieznacznie jego tytuł. „Latter Day Saints’ Messenger and Advocate” zastąpił „The Evening and the Morning Star” jako pismo będące w praktyce oficjalnym organem prasowym Kościoła w październiku 1834.
Przynajmniej część źródeł wskazuje na to, że przywódcy Kościoła żywili początkowo nadzieje na wznowienie publikacji miesięcznika w Missouri. Po ekspedycji do Missouri z 1834 uświadomili sobie wszakże, iż powrót świętych do hrabstwa Jackson w zasadzie należy wykluczyć.

## Wydawca
Istnienie „The Evening and the Morning Star” należy umieścić we właściwym kontekście także jeśli chodzi o rodzący się ekosystem gospodarczy Kościoła. Objawienie z listopada 1831 wymieniało imiennie osoby, które ustanowiono opiekunami objawień i przykazań. W wąskim gronie tak wyróżnionych mormońskich przywódców znaleźli się Joseph Smith, Martin Harris, Oliver Cowdery, John Whitmer, Sidney Rigdon oraz W.W. Phelps. W marcu 1832 kolejne objawienie wezwało do zorganizowania wydawniczych i handlowych przedsięwzięć Kościoła, powierzając jednocześnie to zadanie Josephowi Smithowi, Sidneyowi Rigdonowi oraz Newelowi K. Whitneyowi. W kwietniu 1832 powołano do życia tak zwane Zjednoczone Przedsiębiorstwo, organizację zarządzającą wszystkimi zasobami finansowymi oraz nieruchomościami Kościoła.

## Tytuł
Tytuł „The Evening and the Morning Star” niósł ze sobą wyraziste przesłanie religijne. Sugerował, że trwająca wiele stuleci apostazja od pierwotnych wierzeń chrześcijańskich dobiegła końca oraz że tysiącletnie rządy Chrystusa niedługo się rozpoczną. Zawierał także ostrzeżenie skierowane do osób niebędących członkami Kościoła.
Możliwe zresztą, iż wywodzi się bezpośrednio z tekstu pism świętych uznawanych przez świętych w dniach ostatnich. Spekulowano, że wiąże się z pozostającym w dyspozycji Phelpsa tekstem objawienia z grudnia 1830. Joseph Smith podyktował je Sidneyowi Rigdonowi przy okazji przeglądu początkowych rozdziałów Księgi Rodzaju. Zawarty w nim opis dzieła stworzenia mówi chociażby: „i wieczór, i ranek były pierwszym dniem”. Współcześnie fragment ten odnaleźć można w wersecie piątym drugiego rozdziału Księgi Mojżesza. Korzeni tytułu pisma doszukiwano się również w dwudziestym ósmym wersecie drugiego rozdziału Apokalipsy świętego Jana.

## Ton pisma
Ukazujące się na jego łamach artykuły przesycone były treściami apokaliptycznymi, wyglądającymi znaków czasu. Każdy numer donosił o nieszczęściach nękających ówczesny świat. Nie pomijano też rzekomo wzrastającej częstotliwości owych nieszczęść, właśnie w połączeniu ze wspomnianym wyżej powtórnym przyjściem Chrystusa. Czytelników utrzymywano w przekonaniu o wyjątkowości świętych w dniach ostatnich czy o ich szczególnej odpowiedzialności za głoszenie pełni Ewangelii w czasach ostatecznych. Przeświadczenie o tym, iż należy budować dosłownie rozumiane Królestwo Boże na ziemi, stanowiło integralną część misji gazety. Sygnalizowało w ten sposób problemy, które silnie zaznaczały swoją obecność w konfliktach między świętymi w dniach ostatnich a resztą amerykańskiej populacji przynajmniej do końca XIX wieku.

## Tematyka pisma
Poruszana przezeń tematyka w naturalny sposób była ściśle związana z mormonizmem. Niekiedy pojawiały się w nim także doniesienia ze świata, głównie ze Stanów Zjednoczonych i Europy, czasem jednak także z Azji czy Ameryki Łacińskiej. W.W. Phelps opublikował na jego łamach krótki zarys historii Kościoła, fragmenty Księgi Mormona, szereg mormońskich hymnów i wierszy oraz liczne objawienia, które miał otrzymać założyciel i pierwszy przywódca Kościoła Joseph Smith. Jednocześnie Księga Mormona cytowana była w tym piśmie znacznie rzadziej niż Biblia, co zauważono w badaniach nad historyczną ewolucją mormońskiej teologii.
Wiele z wczesnych mormońskich hymnów powstałych między 1832 a 1834 zostało opublikowanych po raz pierwszy właśnie na łamach „The Evening and the Morning Star”. Spośród z nich Redeemer of Israel pióra samego Phelpsa cieszy się dużą popularnością. Znalazł się już w pierwszym śpiewniku Kościoła Jezusa Chrystusa Świętych w Dniach Ostatnich (1835), wykorzystywany jest także przez Społeczność Chrystusa. Inne hymny, które pojawiły się w pierwszym mormońskim miesięczniku, to choćby New Jerusalem, Zion, City of Our God i God Our Guide.
Ukazywały się w nim jednocześnie pouczenia skierowane do wiernych oraz listy opisujące aktywność misyjną młodego Kościoła. Cowdery uzupełnił te treści dodatkowo o opis losów prześladowanych świętych pozostałych w Missouri. Ponadto w Ohio pojawiły się w miesięczniku artykuły o tematyce doktrynalnej pióra Sidneya Rigdona, doradcy w Pierwszym Prezydium.
Pozostawało zasadniczo apolityczne. Publikujący na jego łamach starali się unikać zwłaszcza tematu niewolnictwa. Subskrybujący je święci w dniach ostatnich byli jednak w większości abolicjonistami ze stanów wolnych, położonych na wschodzie i północy Stanów Zjednoczonych. Phelps świadomy był delikatności sytuacji. W numerze z lipca 1833 przedrukował obowiązujące w Missouri akty prawne dotyczące wolnych Afroamerykanów, w szczególności zaś ich prawa do osiedlania się w granicach stanu. W jego zamyśle miało to być jedynie potwierdzenie dotychczasowej, ostrożnej linii redakcyjnej. W praktyce jednak posłużył ów artykuł za pretekst, którzy przekonał przeciwników Kościoła do ostatecznego ataku na siedzibę pisma w lipcu 1833.

## Odbiór

### Wśród niezwiązanych z mormonizmem mieszkańców Missouri
„The Evening and the Morning Star” był nie tylko pierwszą publikacją prasową w historii ruchu świętych w dniach ostatnich. Był jednocześnie pierwszym pismem wychodzącym tak w Independence, hrabstwie Jackson, jak i w najbliższej ich okolicy. Miał też – przynajmniej w samych swych początkach – szansę, by stać się istotną pozycją na rynku prasowym w Missouri. Ukazał się zaledwie dwadzieścia cztery lata po zejściu z prasy drukarskiej „Missouri Gazette”, pierwszej gazety w historii stanu.
Phelps wszelako od samego początku ignorował te fakty. Nie interesowała go w zasadzie przestrzeń medialna młodego stanu. Nie interesowali go świeccy, niemający nic wspólnego z Kościołem czytelnicy. Nie starał się tym samym wyjaśniać specyficznych mormońskich wierzeń, nie widział też potrzeby, by wyjaśniać mieszkańcom Independence kontrowersje, które szybko narastały wokół nowej tradycji religijnej. Traktował Missouri ściśle w kategoriach teologicznych, uznając zwłaszcza hrabstwo Jackson jako miejsce, które stanowi dziedzictwo przynależne członkom Kościoła. Oczekiwał, że mieszkańcy stanu dostosują się do norm i przekonań świętych. Wzywał ich do odpokutowania i przyjęcia chrztu. Opornym i niechętnym groził, używając dość dosadnego języka. Wspominał chociażby, że zostaną zabrani z tego świata mocą porażonych zarazą strzał Najwyższego.
Pismo szybko zaczęło budzić niechęć, następnie zaś otwartą wrogość. Było jednocześnie czytane, głównie ze względu na wspominany wyżej ograniczony dostęp do mediów w Missouri. Pochodzące zeń teksty, mieszające apokaliptyczną retorykę z negatywną oceną moralną innowierców, przyjmowane były z niepokojem i głębokim niesmakiem.
Jego funkcjonowanie zbiegło się w czasie z objawieniem wzywającym świętych w dniach ostatnich do gromadzenia się w Missouri. Gazeta w jednym z numerów wzywała otwarcie do objęcia tego kraju w posiadanie, traktując przy tym innowierców jako wrogów. Publikowała przy tym informacje dotyczące liczby świętych w dniach ostatnich osiedlających się w bądź podążających do Missouri. Sugerowała dodatkowo, iż gromadzenie świętych jest zbyt powolne i że należy je zdecydowanie przyspieszyć. W 1833 hrabstwo Jackson zamieszkiwało już przynamniej 1200 członków Kościoła. W całym Missouri było ich zresztą znacznie więcej, bo przeszło 12 tysięcy. Mieszanka lęku przed nowymi osadnikami, niechęci do specyficznej i nieznanej tradycji religijnej oraz nieporozumień o odcieniu politycznym skłoniła wreszcie grupę mieszkańców Missouri do wspomnianego wyżej ataku na redakcję pisma w lipcu 1833.

### Wśród świętych w dniach ostatnich
Jakkolwiek trudno jest jednoznacznie ocenić wpływ miesięcznika na czytających go wiernych, można założyć, że cieszył się on wśród nich znaczną popularnością. Często gromadzili się oni wieczorami, czytając w całości nowy numer pisma. Władze naczelne Kościoła dbały o jego publikację pomimo znacznych trudności i prześladowań, co wskazuje na wagę, jaką wcześni mormońscy przywódcy przykładali tak do tej konkretnej gazety, jak i do obecności medialnej młodej wspólnoty jako takiej.
Joseph Smith wywierał znaczny wpływ na treść i linię redakcyjną pisma. Jego pojawienie się powitał z entuzjazmem. Pierwszy numer, z czerwca 1832, nazwał radosną ucztą dla świętych. Kolejne dwa numery zadowoliły go na tyle, że włączył fragmenty publikowanych w nich artykułów do swej autobiografii. Dbał przy tym o to, by było ono interesujące i przyciągało nowych czytelników. Z tego też powodu bywał mocno krytyczny wobec treści w nim się pojawiających. W liście do Phelpsa datowanym na 14 stycznia 1833 pierwszy mormoński przywódca stwierdzał przykładowo: „życzymy sobie, byś uczynił pismo tak interesującym jak to tylko możliwe. (...) Jeśli bowiem nie uczynisz go ciekawszym niż obecnie, upadnie, z wielką szkodą dla Kościoła”.
Na gazetę jednakże przemożny wpływ wywierał nie tylko Smith, jako charyzmatyczny lider młodej religii. Na rozmaite aspekty jej funkcjonowania nie można też patrzeć w oderwaniu od instytucjonalnego kontekstu wczesnego Kościoła. W liście z 25 czerwca 1833 niedawno ukonstytuowane Pierwsze Prezydium, najwyższy organ zarządzający wspólnoty, z zadowoleniem odnotowało poprawę jakości tekstów. Potwierdziło tym samym pośrednio ścisły związek pisma z Kościołem. Oficjalnie było ono bowiem jedynie prywatnym przedsięwzięciem Phelpsa. Z uwagi na afiliację religijną swej bazy czytelniczej musiało cieszyć się w zasadzie oficjalną aprobatą władz kościelnych. Pierwszym pismem oficjalnie będącym organem prasowym Kościoła był dopiero ukazujący się między 1839 a 1846 miesięcznik „Times and Seasons”.
Miesięcznik odegrał znikomą rolę w walce z treściami publikowanymi przez przeciwników Kościoła. Wynikało to częściowo z tego, że Phelps wspominał o wyraźnej niechęci wobec mormonizmu niezwykle rzadko. Pierwszą zawoalowaną wzmiankę na ten temat umieścił dopiero w numerze z kwietnia 1833. Szerzej na ten temat wypowiedział się zaś dopiero w ostatnim numerze opublikowanym w Independence.

## Znaczenie
Jako pierwsze mormońskie czasopismo „The Evening and the Morning Star” odegrało znaczącą rolę w wejściu Kościoła na rynek wydawniczy. Utorowało jednocześnie drogę kolejnym gazetom związanym z tą tradycją religijną, w tym wydawanemu również w XXI wieku tygodnikowi „Church News”, zatem jedynej oficjalnej publikacji prasowej poświęconej aktualnym wydarzeniom z życia Kościoła. Jako pismo wydawane w języku ojczystym przytłaczającej większości współczesnych sobie członków Kościoła poprzedzało o około dwadzieścia lat późniejsze pierwsze gazety mormońskie w języku niemieckim oraz w języku francuskim. Poprzedzało także o kilkanaście lat wczesne gazety świętych w dniach ostatnich w języku walijskim.
Spośród opublikowanych na jego łamach objawień dwadzieścia trzy zostały uznane w całości bądź części za teksty kanoniczne. Jako takowe zostały włączone w skład Nauk i Przymierzy, jednego z uznawanych przez świętych w dniach ostatnich pism świętych. „Star” upowszechnił wśród świętych w dniach ostatnich znajomość objawień, które miał otrzymywać ich religijny przywódca. Wielu wiernych to właśnie w tej gazecie po raz pierwszy miała okazję ujrzeć je w formie drukowanej.
Artykuły o tematyce teologicznej goszczące na łamach „Star” przyczyniły się z kolei do usystematyzowania i ujednolicenia mormońskiej doktryny. Również w „Star” pojawiły się pierwsze fragmenty tak zwanego Natchnionego Przekładu Biblii, opracowanego przez Josepha Smitha zasadniczo między 1830 a 1833. We współczesnym kanonie pism świętych uznawanym przez Kościół Jezusa Chrystusa Świętych w Dniach Ostatnich wchodzą one w skład siódmego rozdziału Księgi Mojżesza.
Zainteresowanie mormońskich przywódców krajami Oceanii, widoczne już we wczesnej historii Kościoła, również bierze swój początek w materiałach, które ukazały się w „The Evening and the Morning Star”. To w tym piśmie bowiem Phelps opublikował artykuł, w którym szeroko opisywał maoryskie piękno i inteligencję oraz wyrażał nadzieję, że Bóg nie zapomni o rdzennych mieszkańcach Nowej Zelandii. W tym samym artykule przewidywał poniesienie mormońskiego przesłania nawet na wyspy odległych od Stanów Zjednoczonych mórz.
Typowe dla świętych w dniach ostatnich zainteresowanie cywilizacjami kontynentów amerykańskich również ma swe korzenie w materiałach publikowanych na łamach „The Evening and the Morning Star”. Już numer z lutego 1833 zawierał przedruk artykułu z „London Gazette” donoszącego o odkryciu starożytnych ruin w krajach Ameryki Środkowej. Phelps opatrzył ów tekst komentarzem redakcyjnym, w którym optymistycznie stwierdził, iż nauka zaczyna dostarczać dowody na autentyczność Księgi Mormona. Podobna perspektywa częsta była wśród dziewiętnastowiecznych członków Kościoła, często spotyka się ją również współcześnie.

## Obecność w mormońskiej kulturze
„The Evening and the Morning Star” zapisało się na stałe w mormońskiej kulturze, w najrozmaitszych denominacjach przynależnych do ruchu świętych w dniach ostatnich. Nawiązywał doń swoją nazwą chociażby „The Evening and Morning Star”. Ten ukazujący się od 1900 do 1916 periodyk był oficjalnym organem prasowym Kościoła Chrystusa – Obszaru Świątyni.
Wśród antykwariuszy oraz kolekcjonerów publikacji związanych z mormonizmem egzemplarze „The Evening and the Morning Star” uznawane są za przedmiot rzadki i wysoce pożądany. Numery pisma wydane w Missouri wyceniane są na pół miliona dolarów amerykańskich. Przedruk gazety z Kirtland wart jest sto pięćdziesiąt tysięcy dolarów amerykańskich za numer. Obie pozycje znalazły się na liście dziesięciu najdroższych książek mormońskich skompilowanej przez „Meridian Magazine”.
Egzemplarze miesięcznika, tak wydrukowane w Independence, jak i pochodzące z przedruku dokonanego już w Kirtland, przechowywane są w formie oprawionych tomów w zbiorach Biblioteki Historii Kościoła w Salt Lake City.